# Reichenbach (Murr)
Der Reichenbach ist ein Bach auf dem Gemeindegebiet von Oppenweiler im Rems-Murr-Kreis im nördlichen Baden-Württemberg, der nach einem etwa 2 km langen Lauf in ungefähr westnordwestlicher Richtung beim Weiler Reichenbach an der Murr der Gemeinde von links in die mittlere Murr mündet.

## Geographie

### Verlauf
Der Reichenbach entsteht im Oppenweiler Waldgewann Schürhau, das am Westabhang des Murrhardter Waldes zum schon weiten, bald aus der Berglandschaft der Schwäbisch-Fränkischen Waldes ins Backnanger Becken austretenden Murrtals liegt. Er hat zwei ungefähr gleich lange Quellbäche, von denen der einzugsgebietsreichere und Reichenbach genannte in beständigem Lauf auf etwa 408 m ü. NN etwa 1,4 km westsüdwestlich des Höhenweilers Ittenberg der Nachbargemeinde Sulzbach an der Murr just jenseits der Gemeindegrenze zu Oppenweiler entsteht. Seine Talmulde im Wald, auf deren Tiefenlinie dabei die Gemeindegrenze läuft, setzt jedoch schon sehr viel näher an Ittenberg ein. Dieser Quellbach fließt etwa nordwestlich und bald in einer Klinge, er vereint sich nach gut 0,7 km und auf wenig unter 310,3 m ü. NN mit dem rechten, westwärts laufenden Quellbach. 
Der so verstärkte Reichenbach fließt weiter nordwestlich bis ans Ende seiner Klinge auf unter 290 m ü. NN, wo auch der Wald aussetzt. Ab hier läuft er auf der restlichen Hälfte seines Laufes gehölzbegleitet westwärts, zunächst weiterhin mit kleinen Richtungswechseln. Kurz vor dem kleinen Reichenbach an der Murr fließt von links ein nur kurzer Bach zu, der von einem Büschel von Waldklingen im Gereut am Spornfuß des Köpfles gespeist wird. Die ersten Häuser Reichenbachs passiert er in deren Süden, dann unterquert er am Rande der Murrtalaue die Bahnstrecke Schwäbisch Hall-Hessental–Waiblingen und durchzieht in geradem Grabenlauf den restlichen Weiler. Sein Graben quert dann in einem Grünstreifen zwischen zwei Feldern die linke Flussaue und mündet schließlich, gegenüber dem Rücklauf des Mühlkanals der Rüflensmühle an der anderen Flussseite und der Burg Reichenberg auf einem Talsporn darüber, auf etwa 257 m ü. NN von links in die mittlere Murr.
Der ab dem Einsetzen seines beständigen Laufes in der linken Quellklinge auf etwa 408 m ü. NN 2,0 km lange Reichenbach mündet damit nach einem Lauf mit mittlerem Sohlgefälle von etwa 75 ‰ rund 151 Höhenmeter unter diesem Ursprung.

### Einzugsgebiet
Das Einzugsgebiet des etwa 1,5 km² entwässernden Reichenbachs liegt im Naturpark Schwäbisch-Fränkischer Wald und am Westrande des Naturraums Schwäbisch-Fränkische Waldberge, der hier an den Nachbarraum Neckarbecken angrenzt und genauer an die Äußere Backnanger Bucht. Der überwiegende obere Teil des Einzugsgebietes gehört dabei dem Unterraum Murrhardter Wald an, der untere, etwa an der Waldgrenze beginnende dem Unterraum Murrtal. Der höchste Punkt liegt an der Ostgrenze in der Feldflur westlich von Ittenberg, wo auf einer flachen Kuppe die Höhe 475 m ü. NN überschreitet. Hinter dieser morphologisch unscheinbaren und kurzen Ostgrenze entwässert der Ittenberger Bach über den Eschelbach weiter oben in die Murr. Die südliche Wasserscheide zieht lange westwärts auf dem Sporn des Köpfles und trennt vom Einzugsgebiet des längeren Eichelbachs. Jenseits der nördlichen laufen nur kurze und meist namenlose Bäche zur Murr oberhalb der Reichenbach-Mündung.
Der überwiegende Teil des Gebietes ist bewaldet. Ganz im Osten gibt es einen kleinen Fluranteil mit Ackerland bei Ittenberg und ebenso im Westen nahe an der Mündung mit Hangwiesen und Taläckern um den einzigen Siedlungsplatz im Einzugsgebiet, den Oppenweiler Weiler Reichenbach an der Murr. Zur Oppenweiler Gemarkung gehört auch der größte Teil des Einzugsgebietes, allein ein Randstreifen in seinem Süden und Osten liegt auf der von Sulzbach an der Murr.

### Zuflüsse
Liste der Zuflüsse von der Quelle zur Mündung. Gewässerlänge, Einzugsgebiet und Höhe nach den entsprechenden Layern auf der Onlinekarte der LUBW. Andere Quellen für die Angaben sind vermerkt.
Ursprung des Reichenbachs auf etwa 408 m ü. NN ca. 1,4 km westsüdwestlich von Sulzbach an der Murr-Ittenberg in einer Waldweggabel östlich des Köpfles und just schon diesseits der Gemeindegrenze von Oppenweiler. Der Taleinschnitt ist von hier an aufwärts noch etwa 0,8 km weiter im Wald in Richtung auf Ittenberg zu ausgebildet.
- (Anderer Oberlauf), von rechts und Osten auf wenig unter 310,3 m ü. NN[LUBW 4] etwa 0,4 km vor dem Wechsel aus dem Schürhau in die offene Flur, 0,8 km und ca. 0,4 km². Entsteht auf etwa 435 m ü. NN an einem Waldwegknie im Schürhau etwa 1,1 km westlich von Ittenberg. Dieser behördlich zum Hauptstrang gerechnete Oberlauf ist kaum länger als der 0,7 km lange linke Namens-Oberlauf, der jedoch mit ca. 0,6 km² erkennbar mehr an Teileinzugsgebiet beiträgt.
- (Zufluss aus dem Gereut), von links und Südosten auf rund 265 m ü. NN in der Flur kurz vor dem Oppenweiler Weiler Reichenbach an der Murr, auf dem längsten Strang bis etwas über 0,4 km[LUBW 5] und unter 0,2 km². Ist Abfluss eines Gefieders von kleinen Klingen am Spornfuß des Köpfles, die in Höhen bis unter 330 m ü. NN einsetzen und unbeständig Wasser führen.

Mündung des Reichenbachs von links und zuletzt Westen auf ca. 257 m ü. NN beim Oppenweiler Weiler Reichenbach an der Murr in die mittlere Murr; gegenüber läuft der Mühlkanal der Rüflensmühle in den Fluss zurück. Der Bach ist 2,0 km lang und hat ein Einzugsgebiet von ca. 1,5 km².

## Geologie
Das Einzugsgebiet des Reichenbachs liegt ganz im Mittelkeuper. Die beiden Ursprünge liegen im Übergangsbereich zwischen dem die Hochfläche des Murrhardter Waldes bildenden Stubensandstein (Löwenstein-Formation) und den darunter liegenden Oberen Bunten Mergel (Mainhardt-Formation). Nach schneller Durchquerung der darunter liegenden Schichten, wozu auch ein schmales Band an Schilfsandstein (Stuttgart-Formation) gehört, läuft der Reichenbach dann die längste Strecke im Gipskeuper (Grabfeld-Formation), zuletzt im breiten Auensedimentband neben der Murr. Am Mittellauf liegt darauf eine große Insel von im Quartär abgerutschtem Gestein aus höheren Schichten. Beiden Oberlaufmulden folgen ungefähr nachgewiesenen Störungslinien, deren Tiefscholle liegt jeweils nördlich der Linie.

## Natur
Die zwei Quellklingen des Reichenbachs sind für den Mittelkeuper typische, tief eingeschnittene Klingen, an deren Hängen oft kleine Quellen austreten, die Versinterungen nähren. In den Klingen wachsen die Hängesegge und der Riesenschachtelhalm. Zuweilen stehen auch kleine Felsen aus Sandstein über den Quellbächen, die im unteren Bereich beständig Wasser in einem regelmäßig bis zu zwei Meter breiten Bett führen, worin kleine Sandbänke und Steine liegen.

### LUBW
Amtliche Online-Gewässerkarte mit passendem Ausschnitt und den hier benutzten Layern: Lauf und Einzugsgebiet des Reichenbachs

Allgemeiner Einstieg ohne Voreinstellungen und Layer: Daten- und Kartendienst der Landesanstalt für Umwelt Baden-Württemberg (LUBW) (Hinweise)
1. 1 2 3  Höhe nach dem Höhenlinienbild auf dem Hintergrundlayer Topographische Karte.
2. 1 2  Länge nach dem Layer Gewässernetz (AWGN).
3. 1 2  Einzugsgebiet abgemessen auf dem Hintergrundlayer Topographische Karte.
4. 1 2  Höhe nach schwarzer Beschriftung auf dem Hintergrundlayer Topographische Karte.
5. ↑  Länge abgemessen auf dem Hintergrundlayer Topographische Karte.
6. ↑  Beschreibung der Oberläufe nach dem Layer Biotop.

### Andere Belege
1. ↑  Hansjörg Dongus: Geographische Landesaufnahme: Die naturräumlichen Einheiten auf Blatt 171 Göppingen. Bundesanstalt für Landeskunde, Bad Godesberg 1961. → Online-Karte (PDF; 4,3 MB)
2. ↑  Geologie nach der unter → Literatur aufgeführten geologischen Karte. Einen gröberen Überblick verschafft auch: Mapserver des Landesamtes für Geologie, Rohstoffe und Bergbau (LGRB) (Hinweise)